# Copa Heineken 2011–12
A Copa Heineken 2011-12 foi a XVII edição da Copa Europeia de Rugby. A final foi disputada no dia 19 de maio de 2012, em Twickenham, Londres, Inglaterra.
Na final, tuda irlandesa o Leinster derrotou o Ulster, ganhando o seu terceiro título.

## Equipes
O sorteio foi realizado em 7 de junho de 2011.
| Grupo 1                                             | Grupo 2                                                      | Grupo 3                                            | Grupo 4                                         | Grupo 5                                            | Grupo 6                                                |
| --------------------------------------------------- | ------------------------------------------------------------ | -------------------------------------------------- | ----------------------------------------------- | -------------------------------------------------- | ------------------------------------------------------ |
| - Castres - Munster - Northampton Saints - Scarlets | - Cardiff Blues - Edinburgh - London Irish - Racing Métro 92 | - Bath - Glasgow Warriors - Leinster - Montpellier | - Aironi - Clermont - Leicester Tigers - Ulster | - Benetton Treviso - Biarritz - Ospreys - Saracens | - Connacht - Gloucester - Harlequin - Stade Toulousain |

## Fase de grupos
| Vencedores dos grupos, e os dois melhores segundos colocados, avançam para quartas de final.   |
| A terceira, quarta e quinta das melhores segundas colocadas admitidas na Copa Desafio Europeu. |
| -                                                                                              |

### Grupo 1
| 12 de Novembro de 2011 | Scarlets | 31 – 23 | Castres                                                                                     | Parc y Scarlets, Llanelli           |  |
|                        | Tries: Sean Lamont 42' Ben Morgan 50' Jonathan Davies 73' Conv: Stephen Jones Penais: Stephen Jones 6' 11' 35' Rhys Priestland 80' | Report  | Tries: Marc Andreu 60' Chris Masoe 78' Conv: Romain Teulet Penais: Romain Teulet 2' 31' 46' | Público: 7,860 Árbitro: Greg Garner |  |

| 12 de Novembro de 2011 | Munster | 23 – 21 | Northampton Saints                                                                    | Thomond Park, Limerick               |  |
|                        | Tries: Damien Varley 2' Doug Howlett 40' Conv: Ronan O'Gara Penais: Ronan O'Gara 38' 21' Drop: Ronan O'Gara 80' | Report  | Tries: Chris Ashton 8' James Downey 56' Conv: Ryan Lamb Penais: Ryan Lamb 12' 20' 44' | Público: 26,500 Árbitro: Nigel Owens |  |

| 18 de Novembro de 2011 | Northampton Saints                                                                | 23 – 28 | Scarlets                                                                                              | Franklin's Gardens, Northampton           |  |
|                        | Tries: George Pisi 67' Tom Wood 79' Conv: Ryan Lamb Penais: Ryan Lamb 19' 23' 32' | Report  | Tries: Liam Williams 2' Aaron Shingler 19' Matt Gilbert 38' Rhys Priestland 62' Conv: Rhys Priestland | Público: 13,475 Árbitro: Peter Fitzgibbon |  |

| 18 de Novembro de 2011 | Castres                                                                                                   | 24 – 27 | Munster | Stade Ernest-Wallon, Toulouse         |  |
|                        | Tries: Brice Mach 11' Pierre-Gilles Lakafia 35' Conv: Pierre Bernard Penais: Pierre Bernard 2' 5' 53' 70' | Report  | Tries: Doug Howlett 22' Peter O'Mahony 44' Will Chambers 66' Conv: Ronan O'Gara Penais: Ronan O'Gara 40' Drop: Ronan O'Gara 80' | Público: 13,500 Árbitro: Wayne Barnes |  |

| 10 de Dezembro de 2011 | Scarlets                                                                  | 14 – 17 | Munster                                                     | Parc y Scarlets, Llanelli             |  |
|                        | Tries: Aaron Shingler 5' Penais: Rhys Priestland 9' 50' Stephen Jones 68' | Report  | Tries: Niall Ronan 30' Penais: Ronan O'Gara 27' 39' 55' 62' | Público: 13,183 Árbitro: Romain Poite |  |

| 10 de Dezembro de 2011 | Castres | 41 – 22 | Northampton Saints                                                               | Stade Pierre-Antoine, Castres      |  |
|                        | Tries: Steve Malonga 2' Romain Martial 40' 68' Ibrahim Diarra 77' Conv: Romain Teulet Penais: Romain Teulet 17' 30' 34' 48' 63' | Report  | Tries: Mark Sorenson 9' Jamie Elliott 31' 44' Samu Manoa 55' Conv: Stephen Myler | Público: 5,000 Árbitro: John Lacey |  |

| 18 de Dezembro de 2011 | Munster                                                                          | 19 – 13 | Scarlets                                                                                 | Thomond Park, Limerick                |  |
|                        | Tries: James Coughlan 51' Conv: Ronan O'Gara Penais: Ronan O'Gara 4' 34' 43' 62' | Report  | Tries: Ken Owens 65' Conv: Rhys Priestland Penais: Stephen Jones 12' Rhys Priestland 56' | Público: 25,600 Árbitro: Dave Pearson |  |

| 18 de Dezembro de 2011 | Northampton Saints | 45 – 0 | Castres | Franklin's Gardens, Northampton        |  |
|                        | Tries: Ben Foden 62' 79' Vasily Artemyev 66' Mike Haywood 70' Greig Tonks 77' Conv: Stephen Myler Penais: Stephen Myler 12' 44' 47' 50' | Report |         | Público: 11,670 Árbitro: George Clancy |  |

| 14 de Janeiro de 2012 | Munster                                                                                          | 26 – 10 | Castres                                                                      | Thomond Park, Limerick                |  |
|                       | Tries: 7' Johne Murphy 67' Wian du Preez Conv: Ronan O'Gara Penais: 15' 22' 25' 51' Ronan O'Gara | Report  | Tries: 17' Yannick Caballero Conv: Pierre Bernard Penais: 42' Pierre Bernard | Público: 26,000 Árbitro: Andrew Small |  |

| 14 de Janeiro de 2012 | Scarlets                                                        | 17 – 29 | Northampton Saints                                                                                                | Parc y Scarlets, Llanelli             |  |
|                       | Tries: 33' Viliami Iongi Penais: 9' 13' 21' 52' Rhys Priestland | Report  | Tries: 45' Soane Tonga'uiha 78' Ben Foden Conv: Stephen Myler Ryan Lamb Penais: 17' 35' 50' 54' 57' Stephen Myler | Público: 9,869 Árbitro: Alain Rolland |  |

| 21 de Janeiro de 2011 | Castres                                                                           | 13 - 16 | Scarlets                                                                                  | Stade Pierre-Antoine, Castres |  |
|                       | Tries: Yannick Forestier 70' Conv: Romain Teulet 71' Penais: Rory Kockott 33' 39' | Report  | Tries: Mathew Gilbert 11' Aaron Shingler 58' Penais: Rhys Priestland 9' Stephen Jones 77' | Árbitro: JP Doyle             |  |

| 21 de Janeiro de 2011 | Northampton Saints | 36 - 51 | Munster | Stadium mk, Milton Keynes             |  |
|                       | Tries: Try Penal 15' 55' Scott Armstrong 79' Conv: Ryan Lamb 16' 56' Stephen Myler 80' Penais: Ryan Lamb 5' 11' 39' 66' Drop: Ryan Lamb 29' | Report  | Tries: BJ Botha 30' Johne Murphy 42' Simon Zebo 48' 71' 76' Conv: Ronan O'Gara 32' 43' 72' Ian Keatley 77' Penais: Ronan O'Gara 13' 19' 28' 37' 64' 68' | Público: 22,220 Árbitro: Romain Poite |  |

Classificação
| Equipe             | J | V | E | D | Tf | Tc | Ts | Pf  | Pc  | Ps  | 4+ | 7- | Pts |
| ------------------ | - | - | - | - | -- | -- | -- | --- | --- | --- | -- | -- | --- |
| Munster            | 6 | 6 | 0 | 0 | 14 | 10 | +4 | 163 | 118 | +45 | 1  | 0  | 25  |
| Scarlets           | 6 | 3 | 0 | 3 | 12 | 9  | +3 | 119 | 124 | −5  | 1  | 2  | 15  |
| Northampton Saints | 6 | 2 | 0 | 4 | 18 | 16 | +2 | 176 | 160 | +16 | 2  | 2  | 12  |
| Castres            | 6 | 1 | 0 | 5 | 10 | 19 | −9 | 111 | 167 | −56 | 1  | 2  | 7   |

### Grupo 2
| 11 de Novembro de 2011 | Racing Métro 92                                                                                  | 20 – 26 | Cardiff Blues                                                                                  | Stade Olympique Yves-du-Manoir, Colombes |  |
|                        | Tries: Juan José Imhoff 30' Penais: Gaëtan Germain 4' 15' 55' 69' Drop: Juan Martín Hernández 7' | Report  | Tries: Taufa'ao Filise 12' Alex Cuthbert 36' Conv: Dan Parks Penais: Dan Parks 17' 53' 58' 68' | Público: 9,125 Árbitro: George Clancy    |  |

| 12 de Novembro de 2011 | London Irish                                                           | 19 – 20 | Edinburgo | Madejski Stadium, Reading            |  |
|                        | Tries: Ross Samson 29' Conv: Tom Homer Penais: Tom Homer 6' 8' 23' 45' | Report  | Tries: Lee Jones 15' Stuart McInally 59' Conv: Harry Leonard Greig Laidlaw Penais: Harry Leonard 37' Greig Laidlaw 68' | Público: 6,712 Árbitro: Romain Poite |  |

| 18 de Novembro de 2011 | Cardiff Blues                                                                             | 24 – 18 | London Irish                              | Cardiff City Stadium, Cardiff          |  |
|                        | Tries: Rhys Thomas 6' Lloyd Williams 39' Conv: Dan Parks Penais: Dan Parks 3' 23' 50' 69' | Report  | Penais: Tom Homer 25' 33' 38' 53' 63' 74' | Público: 10,358 Árbitro: Jérôme Garcès |  |

| 18 de Novembro de 2011 | Edinburgh | 48 – 47 | Racing Métro 92 | Murrayfield Stadium, Edinburgo     |  |
|                        | Tries: Tim Visser 1' 76' Greig Laidlaw 8' Netani Talei 63' Tom Brown 68' Roddy Grant 73' Conv: Greig Laidlaw Penais: Greig Laidlaw 6' 40' | Report  | Tries: Julien Saubade 12' Juan José Imhoff 15' Jonathan Wisniewski 22' Henry Chavancy 31' 47' Conv: Juan Martín Hernández Jonathan Wisniewski Penais: Jonathan Wisniewski 5' 41' 53' 66' | Público: 5,200 Árbitro: John Lacey |  |

| 9 de Dezembro de 2011 | Cardiff Blues                                                                                      | 25 – 8 | Edinburgh                                      | Cardiff City Stadium, Cardiff        |  |
|                       | Tries: Alex Cuthbert 73' Conv: Dan Parks Penais: Dan Parks 40' 46' 51' 54' Drop: Dan Parks 14' 63' | Report | Tries: Lee Jones 61' Penais: Greig Laidlaw 16' | Público: 6,102 Árbitro: Wayne Barnes |  |

| 10 de Dezembro de 2011 | Racing Métro 92                                                                    | 14 – 34 | London Irish | Stade Olympique Yves-du-Manoir, Colombes |  |
|                        | Tries: Sireli Bobo 17' Penais: Gaëtan Germain 3' 16' Drop: Jonathan Wisniewski 22' | Report  | Tries: Jonathan Spratt 23' Joe Ansbro 53' Adam Thompstone 56' 72' Conv: Adrian Jarvis Penais: Delon Armitage 14' Adrian Jarvis 42' | Árbitro: Nigel Owens                     |  |

| 16 de Dezembro de 2011 | Edinburgh                                                                                          | 19 – 12 | Cardiff Blues                                     | Murrayfield Stadium, Edinburgo         |  |
|                        | Tries: Tim Visser 14' Conv: Greig Laidlaw Penais: Greig Laidlaw 3' 11' 36' Drop: Greig Laidlaw 30' | Report  | Penais: Dan Parks 18' 60' 69' Leigh Halfpenny 79' | Público: 4,384 Árbitro: Pascal Gauzere |  |

| 17 de Dezembro de 2011 | London Irish                                                            | 19 – 25 | Racing Métro 92 | Madejski Stadium, Reading          |  |
|                        | Tries: David Paice 80' Conv: Tom Homer Penais: Tom Homer 4' 13' 20' 28' | Report  | Tries: Sireli Bobo 54' Conv: Jonathan Wisniewski Penais: Jonathan Wisniewski 11' 15' 22' Drop: Jonathan Wisniewski 32' 39' 50' | Público: 7,011 Árbitro: John Lacey |  |

| 13 de Janeiro de 2012 | Racing Métro 92 | 24 – 27 | Edinburgh | Stade Olympique Yves-du-Manoir, Colombes |  |
|                       | Tries: 22' François Steyn 41' Juan José Imhoff 54' Antoine Battut Conv: Juan Martín Hernández Sébastien Descons Penais: 69' Jonathan Wisniewski | Report  | Tries: 14' Ross Rennie 28' Netani Talei 47' David Denton Conv: Greig Laidlaw Penais: 72' Greig Laidlaw Drop: 80' Phil Godman | Público: 6,113 Árbitro: Dave Pearson     |  |

| 15 de Janeiro de 2012 | London Irish                                            | 15 – 22 | Cardiff Blues                                                                             | Madejski Stadium, Reading             |  |
|                       | Penais: Adrian Jarvis 8' 36' 39' 63' Delon Armitage 53' | Report  | Tries: Sam Warburton 42' Conv: Leigh Halfpenny Penais: Leigh Halfpenny 6' 40' 60' 65' 78' | Público: 9,923 Árbitro: Neil Paterson |  |

| 22 de Janeiro de 2012 | Cardiff Blues | 36 – 30 | Racing Métro 92 | Cardiff City Stadium, Cardiff        |  |
|                       | Tries: Lloyd Williams 6' Alex Cuthbert 30' 41' Conv: Leigh Halfpenny Penais: Leigh Halfpenny 11' 27' 38' 51' 73' | Report  | Tries: Josh Matavesi 21' Sireli Bobo 33' Conv: Sébastien Descons Penais: Jonathan Wisniewski 5' 8' Sébastien Descons 24' 49' François Steyn 40' 60' | Público: 8,091 Árbitro: Andrew Small |  |

| 22 de Janeiro de 2012 | Edinburgh | 34 – 11 | London Irish                                            | Murrayfield, Edinburgo                    |  |
|                       | Tries: Tim Visser 10' Jim Thompson 35' Netani Talei 71' Lee Jones 77' Conv: Greig Laidlaw Penais: Greig Laidlaw 20' 31' | Report  | Tries: Jonathan Joseph 66' Penais: Adrian Jarvis 9' 23' | Público: 10,892 Árbitro: Peter Fitzgibbon |  |

Classificação
| Equipo        | J | V | E | D | Tf | Tc | Ts | Pf  | Pc  | Ps  | 4+ | 7- | Pts |
| ------------- | - | - | - | - | -- | -- | -- | --- | --- | --- | -- | -- | --- |
| Edinburgh     | 6 | 5 | 0 | 1 | 17 | 11 | +6 | 156 | 138 | +18 | 2  | 0  | 22  |
| Cardiff Blues | 6 | 5 | 0 | 1 | 9  | 5  | +4 | 145 | 110 | +35 | 0  | 1  | 21  |
| London Irish  | 6 | 1 | 0 | 5 | 7  | 11 | −4 | 116 | 139 | −23 | 1  | 4  | 9   |
| Racing Métro  | 6 | 1 | 0 | 5 | 13 | 19 | −6 | 160 | 190 | −30 | 2  | 3  | 9   |

### Grupo 3
| 12 de Novembro de 2011 | Montpellier | 16 – 16 | Leinster                                                                            | Stade de la Mosson, Montpellier       |  |
|                        | Tries: Fulgence Ouedraogo 22' Conv: Benoît Paillaugue 22' Penais: Benoît Paillaugue 2' 25' François Trinh-Duc 56' | Report  | Tries: Sean Cronin 66' Conv: Jonathan Sexton 66' Penais: Jonathan Sexton 5' 16' 80' | Público: 20,182 Árbitro: Dave Pearson |  |

| 12 de Novembro de 2011 | Glasgow Warriors                                                                            | 26 – 21 | Bath                                                            | Firhill Stadium, Glasgow                  |  |
|                        | Tries: Stuart Hogg 60' Richie Gray 80' Conv: Duncan Weir Penais: Duncan Weir 2' 34' 39' 73' | Report  | Penais: Tom Heathcote 2' 18' 44' 56' 62' 67' Stephen Donald 78' | Público: 4,208 Árbitro: Christophe Berdos |  |

| 20 de Novembro de 2011 | Leinster | 38 – 13 | Glasgow Warriors                                                     | RDS Arena, Dublin                     |  |
|                        | Tries: Rob Kearney 4' Eoin O'Malley 25' 30' Gordon D'Arcy 39' Isaac Boss 80' Conv: Jonathan Sexton Ian Madigan Penais: Jonathan Sexton 15' | Report  | Tries: Henry Pyrgos 73' Conv: Duncan Weir Penais: Duncan Weir 2' 22' | Público: 17,924 Árbitro: Andrew Small |  |

| 20 de Novembro de 2011 | Bath                                                                     | 16 – 13 | Montpellier                                                                                     | The Rec, Bath                          |  |
|                        | Tries: Ollie Woodburn 8' David Flatman 17' Penais: Stephen Donald 4' 43' | Report  | Tries: Martín Bustos Moyano 46' Conv: Martín Bustos Moyano Penais: Martín Bustos Moyano 26' 52' | Público: 11,785 Árbitro: Alain Rolland |  |

| 11 de Dezembro de 2011 | Glasgow Warriors                                                                   | 20 – 15 | Montpellier                                                                                              | Firhill Stadium, Glasgow            |  |
|                        | Tries: Martín Aramburú 73' Penais: Duncan Weir 12' 20' 33' 35' Ruaridh Jackson 67' | Report  | Tries: Éric Escande 28' Sakiusa Matadigo 80' Conv: Martín Bustos Moyano Penais: Martín Bustos Moyano 17' | Público: 5,287 Árbitro: Greg Garner |  |

| 11 de Dezembro de 2011 | Bath                                                                    | 13 – 18 | Leinster                                        | Recreation Ground, Bath                |  |
|                        | Tries: Matt Banahan 64' Conv: Olly Barkley Penais: Olly Barkley 15' 35' | Report  | Penais: Jonathan Sexton 40' 45' 54' 62' 73' 80' | Público: 12,200 Árbitro: Jérôme Garcès |  |

| 16 de Dezembro de 2011 | Montpellier                                                              | 13 – 13 | Glasgow Warriors                                                                     | Stade Yves-du-Manoir, Montpellier    |  |
|                        | Tries: Yoan Audrin 33' Conv: Ilian Perraux Penais: Ilian Perraux 46' 51' | Report  | Tries: Rory Lamont 61' Conv: Duncan Weir Penais: Ruaridh Jackson 44' Duncan Weir 77' | Público: 7,917 Árbitro: Andrew Small |  |

| 16 de Dezembro de 2011 | Leinster | 52 – 27 | Bath | Aviva Stadium, Dublin                 |  |
|                        | Tries: Rob Kearney 3' Luke Fitzgerald 24' 21' Jonathan Sexton 32' Eoin Reddan 50' Rhys Ruddock 56' Ian Madigan 77' Conv: Jonathan Sexton Isa Nacewa Drop: Jonathan Sexton 10' | Report  | Tries: Stephen Donald 62' Dave Attwood 74' Ben Williams 80' Conv: Olly Barkley Penais: Olly Barkley 7' 14' | Público: 46,365 Árbitro: Romain Poite |  |

| 14 de Janeiro de 2012 | Montpellier | 24 – 22 | Bath                                                                                                   | Stade Yves-du-Manoir, Montpellier        |  |
|                       | Tries: Pierre Berard 1' Alex Tulou 66' Timoci Nagusa 80' Conv: Benoît Paillaugue Bustos Moyano Penais: Benoît Paillaugue 45' | Report  | Tries: Ryan Caldwell 39' 52' Matt Banahan 71' Conv: Olly Barkley Tom Heathcote Penais: Olly Barkley 8' | Público: 10,106 Árbitro: Dudley Phillips |  |

| 15 de Janeiro de 2012 | Glasgow Warriors                                                         | 16 – 23 | Leinster | Firhill Stadium, Glasgow            |  |
|                       | Tries: Colin Gregor 63' Conv: Duncan Weir Penais: Duncan Weir 6' 32' 49' | Report  | Tries: Rob Kearney 43' Isaac Boss 70' Conv: Fergus McFadden Penais: Jonathan Sexton 27' Fergus McFadden 40' 55' | Público: 6,479 Árbitro: Nigel Owens |  |

| 21 de Janeiro de 2012 | Bath                                                                                      | 23 – 18 | Glasgow Warriors                                                                     | Recreation Ground, Bath             |  |
|                       | Tries: Tom Biggs 10' Ben Skirving 43' Conv: Olly Barkley Penais: Olly Barkley 15' 68' 75' | Report  | Tries: Tommy Seymour 53' Rob Harley 62' Conv: Scott Wight Penais: Duncan Weir 3' 13' | Público: 11,055 Árbitro: John Lacey |  |

| 21 de Janeiro de 2012 | Leinster | 25 – 3 | Montpellier               | RDS Arena, Dublin    |  |
|                       | Tries: Sean O'Brien 8' Rob Kearney 15' Cian Healy 41' Conv: Fergus McFadden Penais: Fergus McFadden 12' 39' | Report | Penais: Bustos Moyano 66' | Árbitro: Greg Garner |  |

Classificação
| Equipo           | J | V | E | D | Tf | Tc | Ts  | Pf  | Pc  | Ps  | 4+ | 7- | Pts |
| ---------------- | - | - | - | - | -- | -- | --- | --- | --- | --- | -- | -- | --- |
| Leinster Rugby   | 6 | 5 | 1 | 0 | 18 | 7  | +11 | 172 | 88  | +84 | 2  | 0  | 24  |
| Glasgow Warriors | 6 | 2 | 1 | 3 | 8  | 12 | −4  | 106 | 133 | −27 | 0  | 2  | 12  |
| Bath             | 6 | 2 | 0 | 4 | 11 | 15 | −4  | 122 | 151 | −29 | 0  | 3  | 11  |
| Montpellier      | 6 | 1 | 2 | 3 | 8  | 11 | -3  | 84  | 112 | −28 | 0  | 2  | 10  |

### Grupo 4
| 12 de Novembro de 2011 | Aironi                                  | 12 – 28 | Leicester Tigers                                                                                        | Stadio Brianteo, Monza                |  |
|                        | Penais: Luciano Orquera 24' 31' 48' 70' | Report  | Tries: Tom Croft 12' Alesana Tuilagi 22' Niall Morris 80' Conv: Toby Flood Penais: Toby Flood 2' 4' 46' | Público: 8,151 Árbitro: Neil Paterson |  |

| 12 de Novembro de 2011 | Ulster                                                                         | 16 – 11 | Clermont                                             | Ravenhill Stadium, Belfast           |  |
|                        | Tries: Ian Humphreys 69' Conv: Ian Humphreys Penais: Ian Humphreys 12' 40' 50' | Report  | Tries: Noa Nakaitaci 5' Penais: David Skrela 17' 38' | Público: 9,385 Árbitro: Wayne Barnes |  |

| 18 de Novembro de 2011 | Clermont | 54 – 3 | Aironi                      | Parc des Sports Marcel Michelin, Clermont-Ferrand |  |
|                        | Tries: Lee Byrne 10' Gerhard Vosloo 18' Brock James 34' Julien Bonnaire 50' Julien Bardy 53' Jean-Marcellin Buttin 57' Wesley Fofana 70' Julien Malzieu 75' Conv: Morgan Parra Brock James | Report | Penais: Luciano Orquera 13' | Público: 17,589 Árbitro: JP Doyle                 |  |

| 20 de Novembro de 2011 | Leicester Tigers                                            | 20 – 9 | Ulster                           | Welford Road Stadium, Leicester       |  |
|                        | Tries: Matt Smith 66' Penais: Toby Flood 7' 16' 22' 45' 80' | Report | Penais: Ian Humphreys 2' 10' 19' | Público: 21,473 Árbitro: Romain Poite |  |

| 9 de Dezembro de 2011 | Ulster | 31 – 10 | Aironi                                                                 | Ravenhill Stadium, Belfast           |  |
|                       | Tries: Stephen Ferris 16' Adam D'Arcy 40' Andrew Trimble 42' Luke Marshall 56' Patrick Jackson 68' Conv: Ian Humphreys | Report  | Tries: Tommaso D'Apice 78' Conv: Naas Olivier Penais: Tito Tebaldi 20' | Público: 7,494 Árbitro: Andrew Small |  |

| 11 de Dezembro de 2011 | Clermont                                                                                           | 30 – 12 | Leicester Tigers                                     | Parc des Sports Marcel Michelin, Clermont-Ferrand |  |
|                        | Tries: Julien Malzieu 37' Wesley Fofana 52' 65' Conv: Morgan Parra Penais: Morgan Parra 2' 19' 29' | Report  | Tries: Ben Youngs 16' Try Penal 70' Conv: Toby Flood | Público: 18,000 Árbitro: Alain Rolland            |  |

| 16 de Dezembro de 2011 | Leicester Tigers                                                                         | 23 – 19 | Clermont | Welford Road Stadium, Leicester      |  |
|                        | Tries: Manu Tuilagi 16' Julian Salvi 47' Conv: Toby Flood Penais: Toby Flood 43' 61' 72' | Report  | Tries: Sitiveni Sivivatu 39' Conv: Morgan Parra Penais: Morgan Parra 20' 55' Drop: David Skrela 1' Morgan Parra 14' | Público: 20,202 Árbitro: Nigel Owens |  |

| 16 de Dezembro de 2011 | Aironi | 20 – 46 | Ulster | Stadio Brianteo, Monza              |  |
|                        | Tries: Sinoti 56' Roberto Quartaroli 61' George Biagi 74' Conv: Luciano Orquera Penais: Luciano Orquera 18' | Report  | Tries: Andrew Trimble 5' Try Penal 22' Tom Court 37' Craig Gilroy 69' Robbie Diack 77' Adam Macklin 80' Conv: Ian Humphreys Ruan Pienaar Penais: Ian Humphreys 15' 33' | Público: 5,000 Árbitro: Greg Garner |  |

| 13 de Janeiro de 2012 | Ulster | 41 – 7 | Leicester Tigers                                  | Ravenhill Stadium, Belfast            |  |
|                       | Tries: Andrew Trimble 5' 39' Craig Gilroy 69' Paul Marshall 72' Conv: Ruan Pienaar Penais: Ruan Pienaar 11' 32' 53' 56' 63' | Report | Tries: Geordan Murphy 13' Conv: Billy Twelvetrees | Público: 11,900 Árbitro: Romain Poite |  |

| 14 de Janeiro de 2012 | Aironi | 0 – 82 | Clermont | Stadio Brianteo, Monza                  |  |
|                       |        | Report | Tries: Sitiveni Sivivatu 14' 16' 50' Lee Byrne 20' 40' Alexandre Lapandry 24' 45' Julien Malzieu 32' 71' 78' Brock James 34' Elvis Vermeulen 47' Conv: Morgan Parra Brock James | Público: 4,921 Árbitro: Leighton Hodges |  |

| 21 de Janeiro de 2012 | Clermont                                                                      | 19 - 15 | Ulster                                   | Parc des Sports, Clermont-Ferrand |  |
|                       | Tries: Ti'i Paulo 62' Conv: Morgan Parra Penais: Morgan Parra 14' 21' 48' 75' | Report  | Penais: Ruan Pienaar 17' 33' 45' 56' 71' | Árbitro: Dave Pearson             |  |

| 21 de Janeiro de 2012 | Leicester Tigers | 33 - 6 | Aironi                       | Welford Road, Leicester                |  |
|                       | Tries: Thomas Waldrom 42' Ben Woods 47' Geordan Murphy 57' George Ford 71' Conv: Billy Twelvetrees George Ford Penais: Billy Twelvetrees 22' 32' 40' | Report | Penais: Naas Olivier 13' 26' | Público: 19,652 Árbitro: Jérôme Garcès |  |

Classificação
| Equipe           | J | V | E | D | Tf | Tc | Ts  | Pf  | Pc  | Ps   | 4+ | 7- | Pts |
| ---------------- | - | - | - | - | -- | -- | --- | --- | --- | ---- | -- | -- | --- |
| Clermont         | 6 | 4 | 0 | 2 | 26 | 5  | +21 | 215 | 70  | +146 | 2  | 2  | 20  |
| Ulster           | 6 | 4 | 0 | 2 | 16 | 8  | +8  | 158 | 87  | +71  | 3  | 1  | 20  |
| Leicester Tigers | 6 | 4 | 0 | 2 | 13 | 8  | +5  | 123 | 117 | +6   | 1  | 0  | 17  |
| Aironi           | 6 | 0 | 0 | 6 | 4  | 38 | −34 | 51  | 274 | −223 | 0  | 0  | 0   |

### Grupo 5
| 12 de Novembro de 2011 | Ospreys                                                                               | 28 – 21 | Biarritz                                                                                              | Liberty Stadium, Swansea             |  |
|                        | Tries: Tommy Bowe 62' Conv: Dan Biggar Penais: Dan Biggar 19' 26' 42' 45' 50' 57' 67' | Report  | Tries: Iain Balshaw 59' 69' Conv: Marcelo Bosch Penais: Marcelo Bosch 47' 53' Drop: Damien Traille 4' | Público: 7,732 Árbitro: Andrew Small |  |

| 13 de Novembro de 2011 | Saracens | 42 – 17 | Benetton Treviso                                                                               | Vicarage Road, Watford             |  |
|                        | Tries: Owen Farrell 22' David Strettle 46' Chris Wyles 60' Ernst Joubert 64' John Smit 77' Conv: Owen Farrell Penais: Owen Farrell 3' 19' 40' | Report  | Tries: Franco Sbaraglini 73' Gonzalo Padro 79' Conv: Willem de Waal Penais: Willem de Waal 27' | Público: 5,077 Árbitro: John Lacey |  |

| 19 de Novembro de 2011 | Biarritz | 15 – 10 | Saracens                                                          | Parc des Sports Aguiléra, Biarritz    |  |
|                        | Tries: Imanol Harinordoquy 56' Takudzwa Ngwenya 64' Conv: Julien Peyrelongue Penais: Julien Peyrelongue 63' | Report  | Tries: Alex Goode 80' Conv: Owen Farrell Penais: Owen Farrell 51' | Público: 9,782 Árbitro: George Clancy |  |

| 19 de Novembro de 2011 | Benetton Treviso | 26 – 26 | Ospreys                                                                                                 | Stadio Comunale di Monigo, Treviso     |  |
|                        | Tries: Michele Rizzo 42' Benjamin de Jager 47' Tobias Botes 57' Conv: Kristopher Burton Penais: Kristopher Burton 3' 21' 37' | Report  | Tries: Tommy Bowe 18' Ryan Jones 53' Conv: Dan Biggar Penais: Dan Biggar 24' 46' 62' Matthew Morgan 79' | Público: 4,500 Árbitro: Pascal Gauzere |  |

| 10 de Dezembro de 2011 | Benetton Treviso | 30 – 26 | Biarritz | Stadio Comunale di Monigo, Treviso |  |
|                        | Tries: Michele Rizzo 16' Robert Barbieri 20' Cornelius Van Zyl 31' Conv: Kristopher Burton Penais: Kristopher Burton 40' 46' 77' | Report  | Tries: Pelu Taele 25' Marcelo Bosch 37' Damien Traille 58' Yann Lesgourgues 63' Conv: Benoît Baby Julien Peyrelongue | Público: 4,000 Árbitro: JP Doyle   |  |

| 10 de Dezembro de 2011 | Saracens | 31 – 26 | Ospreys                                                                       | Estádio de Wembley, Londres             |  |
|                        | Tries: Rhys Gill 2' Ernst Joubert 14' Chris Wyles 45' Conv: Owen Farrell Penais: Owen Farrell 10' 33' 39' 72' | Report  | Tries: Ashley Beck 12' 57' Conv: Dan Biggar Penais: Dan Biggar 7' 22' 41' 74' | Público: 41,063 Árbitro: Pascal Gauzere |  |

| 16 de Dezembro de 2011 | Ospreys                                                          | 13 – 16 | Saracens                                                                    | Liberty Stadium, Swansea              |  |
|                        | Tries: Ian Gough 65' Conv: Dan Biggar Penais: Dan Biggar 11' 25' | Report  | Tries: Ernst Joubert 26' Conv: Owen Farrell Penais: Owen Farrell 5' 16' 35' | Público: 7,098 Árbitro: Jérôme Garcès |  |

| 16 de Dezembro de 2011 | Biarritz | 29 – 12 | Benetton Treviso                         | Parc des Sports Aguiléra, Biarritz       |  |
|                        | Tries: Iain Balshaw 44' Dane Haylett-Petty 51' Wenceslas Lauret 72' Arnaud Heguy 79' Conv: Julien Peyrelongue Penais: Julien Peyrelongue 37' | Report  | Penais: Kristopher Burton 5' 12' 31' 33' | Público: 7,500 Árbitro: Peter Fitzgibbon |  |

| 13 de Janeiro de 2012 | Ospreys | 44 – 17 | Benetton Treviso                                                                                            | Liberty Stadium, Swansea         |  |
|                       | Tries: Tommy Bowe 2' Ashley Beck 18' 31' Penal Try 45' 77' Kahn Fotuali'i 68' Conv: Dan Biggar Matthew Morgan Penais: Dan Biggar 8' 16' | Report  | Tries: Edoardo Gori 11' Gonzalo Padro 50' Conv: Kristopher Burton Tobias Botes Penais: Kristopher Burton 5' | Público: 5,411 Árbitro: JP Doyle |  |

| 15 de Janeiro de 2012 | Saracens                                                        | 20 – 16 | Biarritz                                                                                | Vicarage Road, Watford                |  |
|                       | Tries: Ben Spencer 19' Penais: Owen Farrell 12' 26' 36' 63' 78' | Report  | Tries: Dimitri Yachvili 58' Conv: Dimitri Yachvili Penais: Dimitri Yachvili 10' 13' 68' | Público: 6,789 Árbitro: George Clancy |  |

| 22 de Janeiro de 2012 | Benetton Treviso | 20 – 26 | Saracens                                                                                            | Stadio Comunale di Monigo, Treviso    |  |
|                       | Tries: Robert Barbieri 12' Tommaso Iannone 20' Conv: Kristopher Burton Penais: Kristopher Burton 46' Drop: Kristopher Burton 25' | Report  | Tries: Mouritz Botha 16' David Strettle 41' Conv: Owen Farrell Penais: Owen Farrell 10' 37' 48' 62' | Público: 4,500 Árbitro: Alain Rolland |  |

| 22 de Janeiro de 2012 | Biarritz | 36 – 5 | Ospreys                    | Parc des Sports Aguiléra, Biarritz   |  |
|                       | Tries: Takudzwa Ngwenya 4' 10' 63' Benoît Baby 51' Iain Balshaw 58' Conv: Dimitri Yachvili Penais: Dimitri Yachvili 25' | Report | Tries: Richard Hibbard 62' | Público: 9,412 Árbitro: Wayne Barnes |  |

Classificação
| Equipe           | J | V | E | D | Tf | Tc | Ts  | Pf  | Pc  | Ps  | 4+ | 7- | Pts |
| ---------------- | - | - | - | - | -- | -- | --- | --- | --- | --- | -- | -- | --- |
| Saracens         | 6 | 5 | 0 | 1 | 13 | 10 | +3  | 145 | 107 | +38 | 1  | 1  | 23  |
| Biarritz         | 6 | 3 | 0 | 3 | 18 | 7  | +11 | 143 | 105 | +38 | 3  | 3  | 18  |
| Ospreys          | 6 | 2 | 1 | 3 | 13 | 16 | −3  | 142 | 147 | −5  | 1  | 2  | 13  |
| Benetton Treviso | 6 | 1 | 1 | 4 | 12 | 23 | −11 | 122 | 193 | −71 | 0  | 1  | 7   |

### Grupo 6
| 11 de Novembro de 2011 | Harlequin                                                                         | 25 – 17 | Connacht                                                                                              | Twickenham Stoop, Londres              |  |
|                        | Tries: Karl Dickson 31' Conv: Nick Evans Penais: Nick Evans 4' 9' 19' 37' 75' 77' | Report  | Tries: Tiernan O'Halloran 13' Gavin Duffy 57' Conv: Miah Nikora Niall O'Connor Penais: Miah Nikora 7' | Público: 11,856 Árbitro: Jerome Garces |  |

| 13 de Novembro de 2011 | Stade Toulousain | 21 – 17 | Gloucester                                                                                  | Stade Ernest-Wallon, Toulouse             |  |
|                        | Tries: Timoci Matanavou 37' Clément Poitrenaud 72' Conv: Lionel Beauxis Penais: Luke McAlister 34' 51' Lionel Beauxis 65' | Report  | Tries: Charlie Sharples 31' Henry Trinder 68' Conv: Freddie Burns Penais: Freddie Burns 11' | Público: 18,500 Árbitro: Peter Fitzgibbon |  |

| 19 de Novembro de 2011 | Gloucester                        | 9 – 28 | Harlequin                                                                                            | Kingsholm Stadium, Gloucester              |  |
|                        | Penais: Freddie Burns 10' 26' 48' | Report | Tries: Mike Brown 5' Matt Hopper 39' Nick Easter 72' Conv: Nick Evans Penais: Nick Evans 17' 41' 60' | Público: 12,320 Árbitro: Christophe Berdos |  |

| 20 de Novembro de 2011 | Connacht                                                       | 10 – 36 | Stade Toulousain | The Sportsground, Galway            |  |
|                        | Tries: Penal try 69' Conv: Miah Nikora Penais: Miah Nikora 34' | Report  | Tries: Jean Bouilhou 21' Penal try 46' Yannick Nyanga Penal try 76' Conv: Lionel Beauxis Penais: Lionel Beauxis 5' 14' 32' 38' Drop: Lionel Beauxis 11' | Público: 9,120 Árbitro: Greg Garner |  |

| 9 de Dezembro de 2011 | Harlequin                                                    | 10 – 21 | Stade Toulousain                                                                       | Twickenham Stoop, Londres              |  |
|                       | Tries: Mike Brown 48' Conv: Nick Evans Penais: Nick Evans 9' | Report  | Tries: Timoci Matanavou 17' 66' Conv: Luke McAlister Penais: Luke McAlister 5' 20' 56' | Público: 14,282 Árbitro: George Clancy |  |

| 10 de Dezembro de 2011 | Connacht                                                               | 10 – 14 | Gloucester                                                       | The Sportsground, Galway                      |  |
|                        | Tries: Gavin Duffy 33' Conv: Niall O'Connor Penais: Niall O'Connor 43' | Report  | Tries: James Simpson-Daniel 30' Penais: Freddie Burns 6' 16' 71' | Público: 5,115 Árbitro: Neil Paterson Escócia |  |

| 17 de Dezembro de 2011 | Gloucester                                                                        | 25 – 17 | Connacht                                                                                              | Twickenham Stoop, Londres              |  |
|                        | Tries: Karl Dickson 31' Conv: Nick Evans Penais: Nick Evans 4' 9' 19' 37' 75' 77' | Report  | Tries: Tiernan O'Halloran 13' Gavin Duffy 57' Conv: Miah Nikora Niall O'Connor Penais: Miah Nikora 7' | Público: 11,856 Árbitro: Jérôme Garcès |  |

| 18 de Dezembro de 2011 | Stade Toulousain | 21 – 17 | Harlequin                                                                                   | Stade Ernest-Wallon, Toulouse             |  |
|                        | Tries: Timoci Matanavou 37' Clément Poitrenaud 72' Conv: Lionel Beauxis Penais: Luke McAlister 34' 51' Lionel Beauxis 65' | Report  | Tries: Charlie Sharples 31' Henry Trinder 68' Conv: Freddie Burns Penais: Freddie Burns 11' | Público: 18,500 Árbitro: Peter Fitzgibbon |  |

| 14 de Janeiro de 2012 | Stade Toulousain                                                                           | 24 – 3 | Connacht                   | Stade Ernest-Wallon, Toulouse         |  |
|                       | Tries: Timoci Matanavou 20' 68' Maxime Médard 34' Louis Picamoles 46' Conv: Lionel Beauxis | Report | Penais: Niall O'Connor 14' | Público: 18,508 Árbitro: Wayne Barnes |  |

| 14 de Janeiro de 2012 | Harlequin                                                                         | 20 – 14 | Gloucester                                                        | Twickenham Stoop, London                |  |
|                       | Tries: Matt Hopper 18' Mike Brown 73' Conv: Nick Evans Penais: Nick Evans 12' 46' | Report  | Tries: James Simpson-Daniel 29' Penais: Freddie Burns 10' 25' 53' | Público: 12,772 Árbitro: Pascal Gauzere |  |

| 20 de Janeiro de 2012 | Connacht                          | 9 – 8  | Harlequin                                  | The Sportsground, Galway            |  |
|                       | Penais: Niall O'Connor 5' 12' 15' | Report | Tries: Sam Smith 8' Penais: Nick Evans 60' | Público: 5,420 Árbitro: Nigel Owens |  |

| 20 de Janeiro de 2012 | Gloucester | 34 – 24 | Stade Toulousain                                                                                     | Kingsholm, Gloucester                  |  |
|                       | Tries: Jonny May 3' 74' Akapusi Qera 27' Charlie Sharples 46' Conv: Freddie Burns Penais: Freddie Burns 57' 73' | Report  | Tries: Thierry Dusautoir 7' Timoci Matanavou 16' 64' Conv: Lionel Beauxis Penais: Lionel Beauxis 14' | Público: 13,077 Árbitro: George Clancy |  |

Classificação
| Equipe           | J | V | E | D | Tf | Tc | Ts | Pf  | Pc  | Ps  | 4+ | 7- | Pts |
| ---------------- | - | - | - | - | -- | -- | -- | --- | --- | --- | -- | -- | --- |
| Stade Toulousain | 6 | 4 | 0 | 2 | 16 | 11 | +5 | 150 | 105 | +45 | 1  | 1  | 18  |
| Harlequin F.C.   | 6 | 4 | 0 | 2 | 11 | 7  | +4 | 122 | 94  | +28 | 0  | 1  | 17  |
| Gloucester Rugby | 6 | 3 | 0 | 3 | 10 | 12 | −2 | 111 | 122 | −11 | 1  | 2  | 15  |
| Connacht         | 6 | 1 | 0 | 5 | 5  | 12 | −7 | 68  | 130 | −62 | 0  | 2  | 6   |

### Atribuição de lugares
| Vaga | Vencedores       | Pts | TF | +/−  |
| ---- | ---------------- | --- | -- | ---- |
| 1    | Munster          | 25  | 14 | +45  |
| 2    | Leinster         | 24  | 18 | +84  |
| 3    | Edinburgh        | 22  | 17 | +18  |
| 4    | Saracens         | 22  | 13 | +38  |
| 5    | Clermont         | 20  | 26 | +146 |
| 6    | Toulouse         | 18  | 16 | +45  |
| Vaga | Segundos         | Pts | TF | +/−  |
| 7    | Cardiff Blues    | 21  | 9  | +35  |
| 8    | Ulster           | 20  | 16 | +71  |
| -    | Biarritz         | 18  | 18 | +42  |
| -    | Harlequins       | 17  | 11 | +28  |
| -    | Scarlets         | 15  | 12 | −5   |
| -    | Glasgow Warriors | 12  | 12 | −27  |

## Fase Final
|  | Quartas de final                      | Quartas de final                            |                                     |    | Semifinais | Semifinais |  |  | Final | Final |
|  |                                       |                                             |                                     |    |            |            |  |  |       |       |
|  | 8 Abril 2012 -Thomond Park, Limerick  |                                             |                                     |    |            |            |  |  |       |       |
|  |                                       |                                             |                                     |    |            |            |  |  |       |       |
|  | Munster Rugby                         | 16                                          |                                     |    |            |            |  |  |       |       |
|  | Munster Rugby                         | 16                                          | 28 Abril 2012 Aviva Stadium, Dublin |    |            |            |  |  |       |       |
|  | Ulster Rugby                          | 22                                          |                                     |    |            |            |  |  |       |       |
|  | Ulster Rugby                          | 22                                          | Ulster Rugby                        | 22 |            |            |  |  |       |       |
|  | 7 Abril 2012 - Murrayfield, Edimburgo |                                             | Ulster Rugby                        | 22 |            |            |  |  |       |       |
|  |                                       | Edinburgh Rugby                             | 19                                  |    |            |            |  |  |       |       |
|  | Edinburgh Rugby                       | Edinburgh Rugby                             | 19                                  | 19 |            |            |  |  |       |       |
|  | Edinburgh Rugby                       |                                             | 19 Maio 2012 Twickenham, Londres    | 19 |            |            |  |  |       |       |
|  | Stade Toulousain                      | 14                                          |                                     |    |            |            |  |  |       |       |
|  | Stade Toulousain                      | 14                                          | Ulster Rugby                        | 14 |            |            |  |  |       |       |
|  | 8 Abril 2012 -Vicarage Road, Watford  |                                             | Ulster Rugby                        | 14 |            |            |  |  |       |       |
|  |                                       | Leinster Rugby                              | 42                                  |    |            |            |  |  |       |       |
|  | Saracens                              | Leinster Rugby                              | 42                                  | 3  |            |            |  |  |       |       |
|  | Saracens                              | 29 Abril 2012 Stade Chaban Delmas, Bordeaux |                                     | 3  |            |            |  |  |       |       |
|  | Clermont                              | 22                                          |                                     |    |            |            |  |  |       |       |
|  | Clermont                              | 22                                          | Clermont                            | 15 |            |            |  |  |       |       |
|  | 7 Abril 2012 -Aviva Stadium, Dublin   |                                             | Clermont                            | 15 |            |            |  |  |       |       |
|  |                                       | Leinster Rugby                              | 19                                  |    |            |            |  |  |       |       |
|  | Leinster Rugby                        | Leinster Rugby                              | 19                                  | 34 |            |            |  |  |       |       |
|  | Leinster Rugby                        |                                             |                                     | 34 |            |            |  |  |       |       |
|  | Cardiff Blues                         | 3                                           |                                     |    |            |            |  |  |       |       |
|  | Cardiff Blues                         | 3                                           |                                     |    |            |            |  |  |       |       |

### Quartas-de-final
| 7 de Abril de 2012 | Edinburgh Rugby                                                                                    | 19 – 14 | Stade Toulousain                                              | Murrayfield Stadium, Edinburgo       |  |
|                    | Tries: Mike Blair 1' Conv: Greig Laidlaw Penais: Greig Laidlaw 46' 51' 80' Drop: Greig Laidlaw 38' | Report  | Tries: Timoci Matanavou 30' Penais: Lionel Beauxis 5' 19' 28' | Público: 37,881 Árbitro: Nigel Owens |  |

| 7 de Abril de 2012 | Leinster Rugby | 34 – 3 | Cardiff Blues              | Aviva Stadium, Dublin                 |  |
|                    | Tries: Isa Nacewa 12' Rob Kearney 30' 41' Brian O'Driscoll 34' Conv: Jonathan Sexton Penais: Jonathan Sexton 8' 23' | Report | Penais: Leigh Halfpenny 2' | Público: 50,043 Árbitro: Dave Pearson |  |

| 8 de Abril de 2012 | Munster Rugby                                                             | 16 – 22 | Ulster Rugby                                                                                           | Thomond Park, Limerick                |  |
|                    | Tries: Simon Zebo 34' Conv: Ronan O'Gara Penais: Ronan O'Gara 40' 49' 61' | Report  | Tries: Craig Gilroy 16' Conv: Ruan Pienaar Penais: Ruan Pienaar 5' 11' 20' 59' Drop: Ian Humphreys 32' | Público: 26,500 Árbitro: Romain Poite |  |

| 7 de Abril de 2012 | Saracens                 | 3 – 22 | Clermont                                                                                        | Vicarage Road, Watford                 |  |
|                    | Penais: Owen Farrell 16' | Report | Tries: Lee Byrne 43' Conv: Brock James Penais: Brock James 7' 11' 13' 55' Drop: Brock James 49' | Público: 11,047 Árbitro: Alain Rolland |  |

### Semi-finais
| 28 de Abril de 2012 | Ulster Rugby                                                                            | 22 – 19 | Edinburgh Rugby                                                                  | Aviva Stadium, Dublin                 |  |
|                     | Tries: Pedrie Wannenburg 15' Conv: Ruan Pienaar Penais: Ruan Pienaar 5' 38' 58' 63' 75' |         | Tries: Jim Thompson 80' Conv: Greig Laidlaw Penais: Greig Laidlaw 9' 11' 40' 45' | Público: 45,147 Árbitro: Romain Poite |  |

| 29 de Abril de 2012 | Clermont                                | 15 - 19 | Leinster Rugby                                                                                   | Stade Chaban Delmas, Bordeaux         |  |
|                     | Penais: Brock James 17' 31' 36' 39' 52' | Report  | Tries: Cian Healy 41' Conv: Jonathan Sexton Penais: Jonathan Sexton 7' 34' 62' Drop: Rob Kearney | Público: 32,397 Árbitro: Wayne Barnes |  |

## Final
| 19 de Maio de 2012                                   |                  | |                                                                  |
| Ulster Rugby                                         | 14 - 42          | Leinster Rugby | Twickenham Stadium, Londres Público: 81,744 Árbitro: Nigel Owens |
| Tries: Dan Tuohy 60' Penais: Ruan Pienaar 7' 40' 49' | report relatorio | Tries: Sean O'Brien 12' Cian Healy 31' Penal Try 44' Heinke van der Merwe 76' Sean Cronin 80' Conv.: Jonathan Sexton Fergus McFadden Penais: Jonathan Sexton 51' 67' 73' | Twickenham Stadium, Londres Público: 81,744 Árbitro: Nigel Owens |

## Campeão
| Copa Heineken 2011-12                            |
| ------------------------------------------------ |
| Leinster Rugby Província de Leinster (3º título) |